# 約翰·弗林

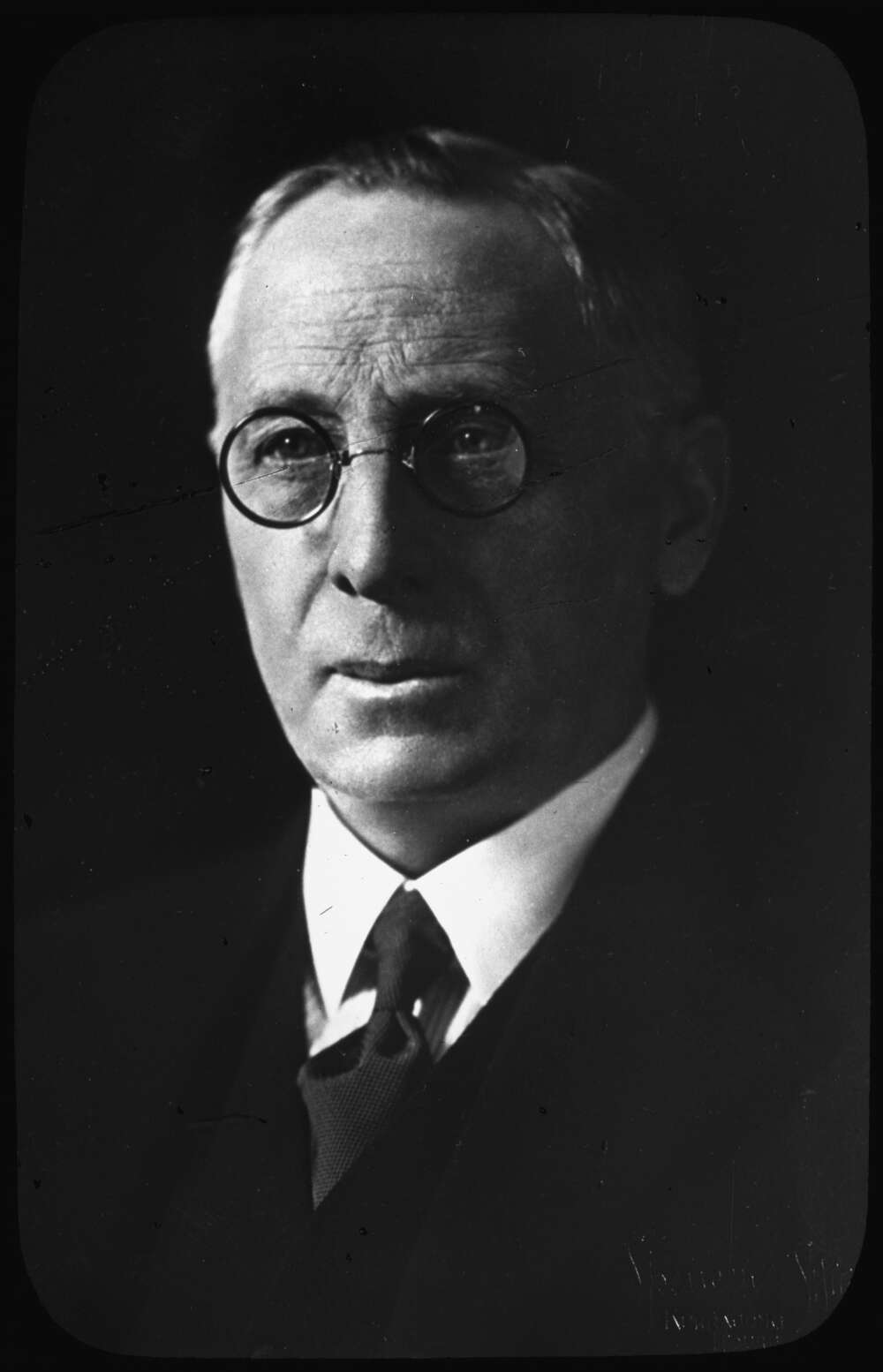
約翰·弗林

约翰·弗林OBE （1880年11月25日 – 1951年5月5日）是澳大利亚長老宗牧师，生于维多利亚州。 他创立了澳大利亚皇家飞行医生服务。1933年，弗林被授予大英帝國勳章。  澳大利亞有個叫弗林的選區就以他的名字命名。